# 霜月遙
霜月遙（1981年11月15日—），宮城縣出生，東京都发展的女性歌手。血型為A型。使用的暱稱以為多。此外，Maple Leaf（霜月遙的官方網站）亦使用Shimotsukin作為網址。

## 經歷
- 在2001年開始活動。參加遊戲主題曲之類、亦為作詞．作曲，更以團體「Maple Leaf」及「tieLeaf」的名義，發表自製作品。之後，因動畫《薔薇少女》的片尾曲（以「refio+霜月はるか」名義）引起大家注意。
- 在電腦遊戲擔任片頭曲、片尾曲以及背景音樂的作曲。多採用吹奏樂器與弦樂器系，充分發揮其擅長的「民族音樂」風格。此外，從Relict開始首次製作遊戲背景音樂，當時的心境則記載在遊戲的印象原聲碟（Image Soundtrack）附有的冊子裡。
- 由於作為主唱時結下之緣，與「refio」曾擔當音樂的myu組成「kukui」。
- 曾作為獨立時代的「Sound Horizon」支援成員之一並參加其作品。此外，在2006年5月至6月舉行的演唱會亦以嘉賓的身份登場。
- 由於怯場，不太擅長於人群前說話。
- 是遊戲愛好者，特別是時空幻境系列的大愛好者；經常於電台節目或是網誌中提到遊戲的事情。
- 與片霧烈火、茶太、曾經多次成立組合，在很久之前已是好友。
- 在PS2遊戲《魔塔大陸～在世界終結續詠詩篇的少女～》裡，她作為女主角歐麗卡·雷斯特米爾參與歌曲主唱。
- 在PS2遊戲《魔塔大陸2～少女們於世界中迴響的創造詩～》裡，她作為女主角瑠珈·特魯利渥斯參與歌曲主唱。
- 於2006年10月舉辦一場個人演唱會（時計台のある街より ～Haruka Shimotsuki Solo Live Lv.1～）。
- 於2007年4月30日參加 TEAM Entertainment Live Act 2007。
- 與日山尚、空乃蒼等人成立tieLeaf。迄今已發行兩項產品：一枚專輯加上三本小冊子的，以及一枚單曲CD加上兩本小冊子的，內容是的外傳。
- 於2008年7月13日及7月20日舉辦個人演唱會（Haruka Shimotsuki Solo Live Lv.2～シモツキンはレベルが１あがった～）。

## 音樂作品

### 同人作品
注：以下除註明「歌曲」者，均為純音樂。

#### 單曲
- ciel etoile

1. （歌曲）
2. （歌曲）

本CD封面為霜月遙本人繪畫，歌曲為遊戲《AIR》之霜月遙重新編曲版。
2001年10月（Maple Leaf）
1. Impronta（歌曲）
2. （歌曲）

2003年10月19日（Maple Leaf）
1. (instrumental)
2. (instrumental)

2007年8月17日於Comic Market發佈
2007年8月31日於商店發售（tieLeaf）

#### 專輯
| 制作團體名稱            | CD名                        | 發售時期   | Tr.        | 曲名                      |
| ----------------------- | --------------------------- | ---------- | ---------- | ------------------------- |
|                         | Approach                    | 2000/12    | 08         |                           |
| 10                      | Approach                    | 2000/12    | Purelity   |                           |
| Ablatross               | 2001/08                     | 09         |            |                           |
| Ablatross               | 2001/08                     | 13         |            |                           |
| Fairway                 | 2001/12                     | 12         |            |                           |
|                         | AngelKnightSword3           | 2000/12    | N/A        |                           |
|                         | 2002/04                     | N/A        |            |                           |
|                         | 2002/04                     | N/A        |            |                           |
| N/A                     | 2002/04                     |            |            |                           |
|                         |                             | 2002/08    | N/A        |                           |
| N/A                     | berceau                     | 2002/08    |            |                           |
|                         | AZURE FESTIVAL              | 2002/08/11 | N/A        | LOVE IS MUSIC!            |
| N/A                     | AZURE FESTIVAL              | 2002/08/11 | AZURE MOON |                           |
|                         |                             | 2002/08    | 06         |                           |
|                         |                             | 2002/08    | N/A        |                           |
| Providence Feather      |                             | 2002/09    | N/A        |                           |
| bertama                 |                             | 2002/10    | N/A        | Englishman in New York    |
| campanella              |                             | 2002/12    | 07         |                           |
| campanella              | 08                          | 2002/12    |            |                           |
| campanella              | /campanella                 | 2002/12    | N/A        |                           |
| campanella              | SoulS                       | 2004/02    | 01         | English man in New York   |
| campanella              | SoulS                       | 2004/02    | 03         | berceau                   |
| campanella              | SoulS                       | 2004/02    | 05         |                           |
| campanella              | SoulS                       | 2004/02    | 11         |                           |
| campanella              | SoulS                       | 2004/02    | 12         |                           |
| campanella              | berpop melodies ＆ Remixies | 2005/08    | 04         | echo                      |
| Sound Horizon           | LOST                        | 2002/12    | 04         |                           |
| Sound Horizon           | Chronicle 2nd               | 2004/03/19 | 13         |                           |
| Sound Horizon           | Chronicle 2nd               | 2004/03/19 | 14         |                           |
| Sound Horizon           |                             | 2004/10    | 05         |                           |
| / refio                 |                             | 2003/10    | N/A        |                           |
|                         |                             | 2003/10    | N/A        |                           |
| N/A                     |                             | 2003/10    |            |                           |
| Barbarian on the groove | Barbarian on the groove     | 2003/12    | 01         | Wind and Wander           |
| Barbarian on the groove | Barbarian on the groove     | 2003/12    | 03         | Close to me ...           |
| Barbarian on the groove | Barbarian on the groove     | 2003/12    | 04         | YA・KU・SO・KU            |
| Barbarian on the groove | Flying Barbarian            | 2004/05    | 01         | Azure                     |
| Barbarian on the groove | ELEGANTRONICA               | 2004/08    | 05         | Teorema                   |
| Barbarian on the groove | Melancollage                | 2004/12    | 06         |                           |
| Barbarian on the groove | TAOS PUEBLO                 | 2005/05    | 01         |                           |
| Barbarian on the groove | TAOS PUEBLO                 | 2005/05    | 05         |                           |
| Barbarian on the groove |                             | 2005/08    | 09         |                           |
| Barbarian on the groove | Seven                       | 2006       | 10         |                           |
| Barbarian on the groove | Dragon Valley - Twilight -  | 2006/08    | 02         | トルバドール              |
| Barbarian on the groove | Dragon Valley - Twilight -  | 2006/08    | 09         |                           |
| Barbarian on the groove | Dragon Valley - Misterio -  | 2006/12    | 01         |                           |
| Barbarian on the groove |                             | 2007/04/29 | 10         |                           |
| Barbarian on the groove | Dragon Valley - Arco-Iris - | 2007/08    | 01         |                           |
| Project A2              | カルチェラタン綺譚          | 2003/12    | N/A        |                           |
| CODE ZTS LABEL          | ixion                       | 2004/06    | N/A        | I hope so...-whereabouts- |
|                         | Fake / ever since           | 2004/08    | 10         | Liminality                |
| Exodas                  | 2004/12                     | N/A        | Liminality |                           |
| CLANN                   | 2005/08                     | 03         | equal wind |                           |
|                         |                             | 2005/04    | 15         |                           |
| Cosihikari/Underground  | サマバケ２                  | 2005/08    | N/A        |                           |
| Cosihikari/Underground  | サマバケ２                  | 2005/08    | N/A        |                           |
| disaster                | Sephiroth                   | 2005/08    | 07         |                           |
| WAVE                    | ARCHIV-EAST                 | 2007/08    | 13         |                           |

- SACRED DOORS vol.1

1. SACRED DOORS（歌曲）
2. （歌曲）

- Bonus Track

1. SACRED DOORSカラオケ（SACRED DOORS無人歌唱版）
2. （(不可思議的森林)無人歌唱版）

2001年10月（Maple Leaf）
2002年12月30日 in 冬Comic Market
2002年1月8日 in ComicCity大阪57（Maple Leaf）
- Diorama-Shade

1. Fractal Azure

2005年12月29日（Barbarian On The Groove）
-{
1. 捻子巻く月
2. 月追いの都市
3. 創世と終焉
4. 光との邂逅
5. 瞳を継ぐ者
6. 聖鐘
7. 遠い少女へ
8. 花ひらく蒼天
9. 白き想歌
10. 捻子巻く時計が月の満ち欠けを刻む
11. 閉じられた世界

}-
2005年12月30日（tieLeaf）
- Maple Leaf Box

1. Impronta
2. Dear friend
3. WhiteCanbas

2006年12月29日（Maple Leaf）
1. Geofu

2008年8月16日（Maple Leaf）

### 商業作品

#### 單曲
1. （遊戲《美少女夢工場4》主題曲）
2. （遊戲《美少女夢工場4》印象曲）

2005年10月26日發售（Lantis）
- Starry Waltz

1. Starry Waltz（動畫片頭曲）
2. Starry Waltz(off vocal)
3. (off vocal)

2006年4月26日發售（Lantis - kukui 名義）
1. （PS2遊戲片頭曲）
2. Endless Summer
3. (off vocal)
4. Endless Summer(off vocal)

2007年9月26日發售（Team Entertainment）
1. （電視動畫《H2O -FOOTPRINTS IN THE SAND-》片尾曲）
2. life
3. (off vocal)
4. life(off vocal)

2008年2月22日發售（b-fairy records）
- break time

1. break time

網路電台開頭曲
網路電台結尾曲
1. break time(off vocal)
2. (off vocal)
3. FROST MOON CAFE -CD支店-

2009年4月8日發售（Team Entertainment）
遊戲印象曲
遊戲印象曲
以上收錄
2004年4月20日發售（Team Entertainment）
- 18禁遊戲《死妹人形》

ED （Vocal 片霧烈火、霜月はるか）
2004年10月29 (?) （animac）
- 遊戲《アカイイト》原聲帶

片頭曲＜duet with Riya＞收錄
片尾曲＜duet with Riya＞收錄
2004年11月3日（King Records）
- 遊戲～progressive memories～（印象專輯）

插入曲收錄
2004年12月1日（Lantis）
- 遊戲原聲帶

片頭主題曲「Eternal Story」收錄
2005年5月18日（Team Entertainment）
- 遊戲原創廣播劇Vol.2

插入曲「Change My Life」收錄
2005年10月5日（Team Entertainment）
- 遊戲《魔塔大陸》（Ar tonelico Hymmnos concert Side 紅）

EXEC_LINCA/.
EXEC_PAJA/. Orica extracting
EXEC_RE=NATION/.
EXEC_PHANTASMAGORIA/.＜duet with みとせのりこ、志方あきこ＞
 以上收錄
2006年1月25日（Team Entertainment）
- 遊戲初回限定版特典CD「Luce ～Another Fantasm～」

2006年6月29日（GUST CO.,LTD）
- 動畫《暮蟬悲鳴時》

印象曲「my home」收錄
2006年9月27日（Frontier Works）
- 動畫《暮蟬悲鳴時》印象專輯

印象曲
2007年12月21日（Frontier Works）
「SUMMER WAVE」
（霜月遙、生天目仁美合唱）
（佳織みちる、片霧烈火、佐藤利奈、霜月遙、生天目仁美、藤枝あかね、真理絵、有希合唱）
以上收錄
2007年6月29日（Chambers Records）
- 電視動畫《sola》印象曲 oratorio

-神河繭子＆辻堂剛史イメージソング-
以上收錄（vocal以kukui名義、霜月遙作詞）
2007年8月8日（Lantis）
PC遊戲《Clear》Vocal album
插入歌「Bitter Sweet Pain」
以上收錄（vocal以kukui名義、霜月遙作詞）
2007年9月26日（Lantis）
- 遊戲《魔塔大陸2》（「焔~ホムラ」~Ar tonelico2 hymmnos concert Side.紅~）

EXEC_METAFALICA/.
EXEC_SOL=FAGE/.
EXEC_VIENA/.
Hartes ciel, melenas walasye.
EXEC_with.METHOD_METAFALICA/. （與志方あきこ合唱）
    以上收錄
2007年10月24日
- 遊戲《XEdge - クロスエッジ》 Original Soundtrack - DISC1

「Blade of Tears」(Vocal: 霜月遙)
2008年9月24日(TEAM Entertainment　－　KDSD-10032~3 )
- 遊戲《Damsel》

OP
插入歌
2008年12月28日（C75 先行） / 2009年1月9日（工画堂スタジオ - JAN Code：4959067085009）
- 遊戲《太鼓之達人13》


- 遊戲《蘇菲的鍊金工房2 ～不可思議夢的鍊金術士～》

插入歌 
2022年（KOEI TECMO GAMES CO., LTD）
- 遊戲《タユタマ -Kiss on my Deity-》(Xbox 360)

2ndOP 
2009年

#### 專輯
1. （遊戲主題曲）
2. （遊戲主題曲)
3. Silent Flame（遊戲主題曲）
4. （遊戲主題曲）
5. （遊戲片尾曲）
6. （kukui presents）
7. （遊戲片尾曲）
8. （遊戲主題曲）
9. （遊戲片尾曲）
10. （遊戲主題曲）
11. （遊戲《奇諾之旅》主題曲）

2005年9月22日發售（Mellow Head）
-{
1. 創奏
2. 祈りの種
3. 広い世界の欠片
4. 廻る理
5. 花祭りの娘
6. 今夜の月が眠るまで
7. ヒカリノオト
8. ささやきは森へ還り
9. 真実の炎
10. 枯れた大地へ続く途
11. 護森人
12. いのちと約束}-

2007年2月28日發售（Team Entertainment）
2007年5月18日發售設定集ティンダーリアの種 Perfect Guide
2008年5月28日發售廣播劇CD，增加新曲
2009年5月25日發售漫畫版，限定版內附新曲一首
Leer Lied
-{
1. 空蝉ノ影
2. 彼方からの鎮魂歌
3. ピチカート日和
4. みどりのゆび
5. はちみつ
6. 透明シェルター
7. 近くて遠いゆめ
8. モノクロセカイ
9. 現夢
10. Leer Lied
11. Eden
12. 光の螺旋律

}-
2007年4月25日發售(Mellow Head)
kukui名義
1. Run for your life
2. Leap into high
3. distance
4. True World
5. Eternal Story

2008年6月25日發售（Team Entertainment）
-{
1. 滅びの理
2. 消えない欠片
3. 選ばれた民
4. お姫様と道化師
5. 斑の王国
6. 独り夢
7. 空渡し
8. 絆の花
9. 終焉の刻へ
10. 羽に縋る者
11. 氷る世界
12. 逆廻りの命
13. FEL FEARY WEL.

}-
2009年10月14日發售
-{
1. 風の理
2. 琉璃の鳥
3. Everywhere With You
4. 想いのカナタ
5. 始まりのstory
6. Snowdrop
7. Blade of Tears
8. 星の夢～Gathering the stars of love～
9. 楽園の鍵
10. COSMOLAGOON
11. たびだちのうた
12. 永遠
13. so happy days
14. 眠りの果ての蒼い花
15. 導きのハーモニー

}-
2010年4月14日發售
Innocent Grey Haruka Shimotsuki Collection Traumerei
-{
1. 月の虚
2. 恋獄
3. LUNA
4. 硝子の月
5. 蝶
6. Distance
7. 瑠璃の鳥
8. Puzzle
9. 縺れた糸
10. Snowdrop
11. 恋獄 ~Arrange ver.~
12. LUNA ~Arrange ver.~
13. トロイメライ

}-
2011年1月14日發售
1. （電視動畫《H2O～FOOTPRINTS IN THE SAND～》片尾曲）
2. （PC遊戲《戀色空模樣》片尾曲）
3. （PSP  片尾曲）
4. （廣播劇CD插入歌）
5. kaleidoscope（PC遊戲 片頭曲）
6. REW（PC遊戲《fortissimoEXA//Akkord：Bsusvier》 主題曲）
7. （廣播劇CD插入歌）
8. （PS3片尾曲)
9. life（電視動畫《H2O -FOOTPRINTS IN THE SAND-》插入歌）
10. （PSP主題歌カップリング曲）
11. （PC遊戲《 -Where wishes are drawn to each other-》 片尾曲）
12. （PSP主題歌）

2011年2月23日發售
-{
1. 序章
2. 第一楽章 悪夢
3. 第二楽章 邂逅
4. 第三楽章 帰郷
5. 第四楽章 狂気
6. 終章

}-
2012年4月25日發售
-{
1. キボウのソラ (PCゲーム「キミへ贈る、ソラの花」OPテーマ)
2. Re:Call (PCゲーム「できない私が、くり返す。」OPテーマ)
3. 虹色の季節へ (PCゲーム「PriministAr」OPテーマ)
4. ふゆみどり (TVアニメ「エスカ&ロジーのアトリエ～黃昏の空の錬金術士～」EDテーマ)
5. 彩りの頃 (PSPゲーム「白華の檻 ～緋色の欠片4～ 四季の詩」秋 EDテーマ)
6. Hidra Heteromycin (PS3&PS Vitaゲーム「アルノサージュ～生まれいずる星へ祈る詩～」挿入歌)
7. 茨の窓 (霜月はるかオリジナルボーカルアルバム「レムルローズの魔女」関連曲)
8. Loving you (PCゲーム「PRETTY×CATION」OPテーマ)
9. あめつちのことわり (PS3ゲーム「エスカ&ロジーのアトリエ～黃昏の空の錬金術士～」アバンタイトルテーマ)
10. 手の中の虹 (PSPゲーム「クロノスタシア」EDテーマ)
11. FLOWERS (PC&PSP&PS Vitaゲーム「FLOWERS」春編 OPテーマ)
12. Startup (本格派ブラウザRPG「かんぱに☆ガールズ」OPテーマ)
13. 真晝の月 (PCゲーム「木洩れ陽のノスタルジーカ」EDテーマ)
14. Heretical Wings
15. なないろスコア

}-
2014年11月5日發售
-{
1. -HISTORIA-
2. 遥かな空間へ
3. 相剋のリーブラ
4. 星屑
5. 空と風の旋律
6. 花が咲く街で
7. 君と見る夢
8. 翼を持たない少女
9. a little more
10. RAINBOW
11. unnamed place
12. 月の虚
13. ココロノカケラ
14. 想いのコンチェルト

}-
2012年11月14日發售

## 出演

### 聲優配音
-{
- 幻想廃人 或いは某K氏の手記

兎ノ密戯（メアリ．アン）
- ティンダーリアの種 ドラマCD

女神の夢（女神アリア）
}-

## 電台節目
- （2007/6/20完結）

## 外部連結
- Maple Leaf （页面存档备份，存于）（官方網站）
- kukui official website （页面存档备份，存于）（霜月遙以kukui名義的官方網站）
- tieLeaf official site （页面存档备份，存于）（霜月遙與日山尚等人組成的團體tieLeaf官網）
- TEAM ENTERTAINMENT （页面存档备份，存于）（唱片公司的官方網站）
- Frost Moon Cafe（網上電台節目）

1. ↑  .   [2023-11-10]. （原始内容存档于2024-02-22）.